# 愛国歌 (朝鮮民主主義人民共和国)
愛国歌（あいこくか、朝: 애국가; 英: The Patriotic Song）は、朝鮮民主主義人民共和国（北朝鮮）の国歌。
作詞者は朴世永、作曲者は金元均。

## 概要
1948年9月9日北朝鮮建国前の1947年に、金日成が人民の国歌の要望に応え「創作方向や方途を示し、歌詞と曲を詳細に指導」し、北朝鮮人民委員会によって国歌と規定された。
歌詞の冒頭を引用して「朝は輝け (아침은 빛나라)」と称されることもある。同国の国内向け朝鮮中央放送などでは放送開始と終了時、国外向けの平壌放送（朝鮮語による国際放送）、朝鮮の声放送（Voice of Korea、朝鮮語以外の言語による国際放送）では、放送開始時に愛国歌のオーケストラ演奏が放送される。
また、歌詞に共産主義や社会主義、革命・朝鮮労働党・朝鮮人民軍、金日成・金正日・金正恩の歴代最高指導者を賛美する文言は含まれていない。ただし、国営外国文出版社のHP：ネナラでは歌詞の趣旨を「指導者の周りに固く団結して社会主義建設を推し進めていくわが人民の民族的誇りや、祖国への熱烈な愛」としており、一連の概念と関連付けている。
2024年2月15日に、朝鮮半島の平和統一方針の破棄を受け、外務省のウェブサイトに掲載されている歌詞のうち、南北の長さを表す「三千里（삼천리）」が「この世界（이 세상）」に変更されたことが確認された。また同様の理由で題名を朝鮮民主主義人民共和国国歌（ちょうせんみんしゅしゅぎじんみんきょうわこく こっか、朝: 조선민주주의인민공화국 국가; 英: The national anthem of the DPRK）に変更したが、同国の国歌を定める憲法第171条の条文は「愛国歌」のままとなっている。